# Ceratotherium
Ceratotherium (griego: κέρας 'kéras', cuerno y θηρίον 'theríon', bestia) es un género de rinocerontes que vivieron en África y Eurasia desde el Mioceno y de los que sólo queda un representante vivo, el rinoceronte blanco.

## Especies
- Ceratotherium cottoni: recientemente se ha encontrado que esta antigua subespecie de Ceratotherium simum podría ser una especie: el rinoceronte blanco del norte.
- †Ceratotherium neumayri: vivió en Anatolia y Grecia en el Mioceno superior.
- †Ceratotherium mauritanicum: vivió en África en el Plioceno y Pleistoceno y se cree que es el ancestro de:
- Ceratotherium simum: tradicional única especie actual del género; vive en África.

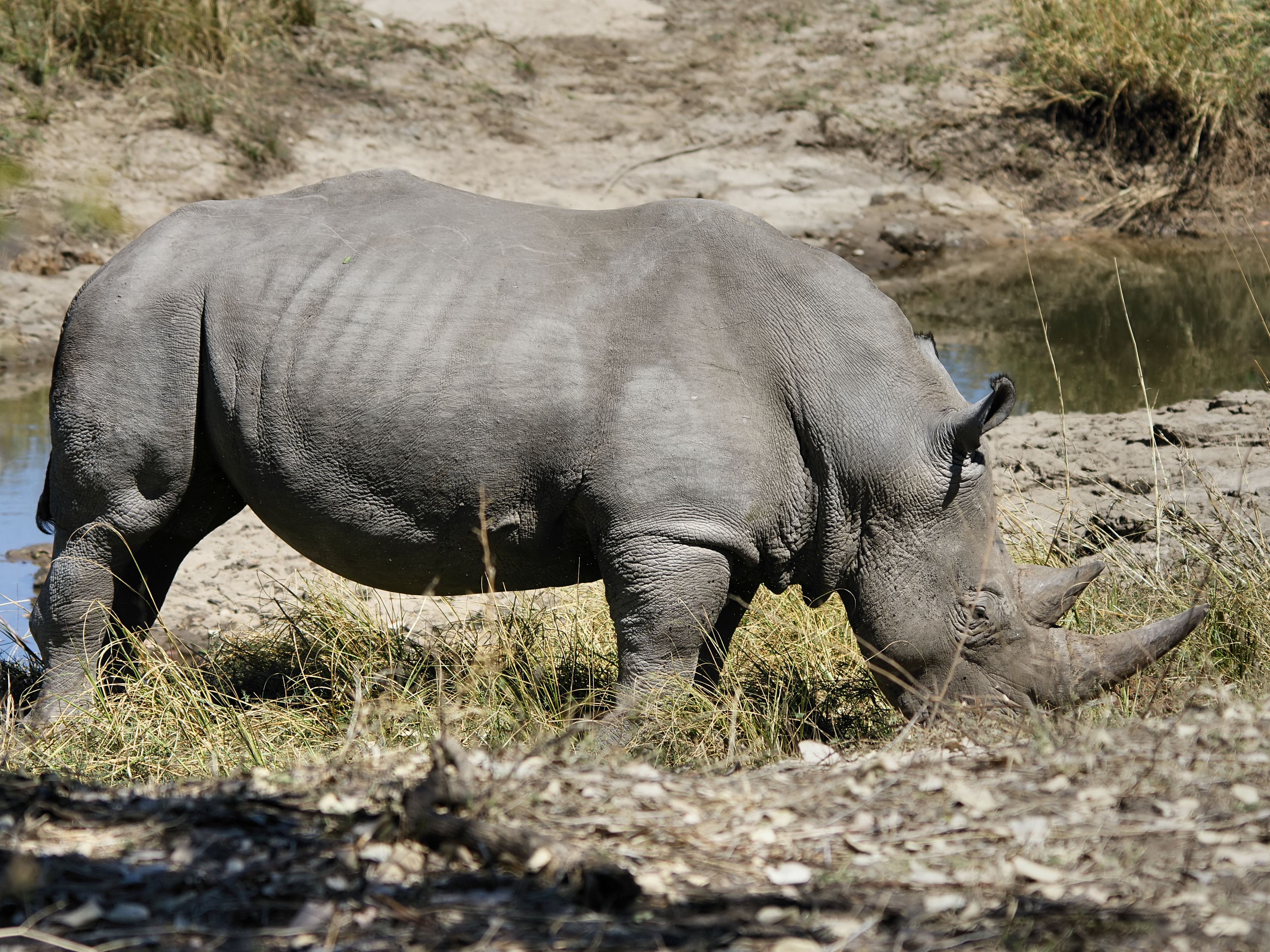
Macho de rinoceronte